# El Guabo (Ecuador)
El Guabo è una parrocchia urbana dell'Ecuador, capoluogo dell'omonimo cantone, nella provincia di El Oro.